# 46
El año 46 (XLVI) fue un año común comenzado en sábado del calendario juliano, en vigor en aquella fecha. 
En el Imperio romano, era conocido como el Año del consulado de Asiático y Silano (o menos frecuentemente, año 799 Ab urbe condita). La denominación 46 para este año ha sido usado desde principios del período medieval, cuando el Anno Domini se convirtió en el método prevalente en Europa para nombrar a los años.

## Acontecimientos
- En Mauritania se desata la revuelta de Edemón.
- 23 de octubre: en Nanyang (provincia Henan, China) 33°00′N 112°30′E / 33.0, 112.5 se registra un terremoto de 6,5 grados en la escala sismológica de Richter, y VIII grados de intensidad en la escala de Mercalli. Se desconoce el número de muertos.[1]
- Construcción del puerto romano de Portus.

## Nacimientos
- Plutarco, historiador griego.